# Godoncourt
Godoncourt é uma comuna francesa na região administrativa do Grande Leste, no departamento de Vosges. Estende-se por uma área de 11.38 km². Em 2010 a comuna tinha 121 habitantes (densidade: 10,6 hab./km²).